# Деревянная церковь (Мишкольц)
Деревянная церковь в Мишкольце  — церковь, построенная из резного дерева в трансильванском стиле в Мишкольце, Венгрия. Сейчас на её месте стоит новое здание на месте предыдущего, которое было сожжено в 1997 году.

## История
На месте нынешней церкви стояло трое небольших деревянных церквей. Первая из них была построена в в 1637 году. Когда первая церковь с течением времени испортилась, на ее месте в 1724 построили башню. В 1874 году Иштван Бато отреставрировал церковь и оставил деньги дальнейшим поколениям, он написал в своём завещании: Пока в Мишкольце есть протестанты, эта деревянная церковь должна поддерживаться в хорошем состоянии... если она сгорит, ее следует перестроить из дерева. Уже в начале XX века церковь снова пришла в негодность, и на её месте в 1938 году возвели новую. В 1997 году церковь была сожжена неизвестным поджигателем, поэтому в 1998 году на её месте снова построили идентичную деревянную церковь, которая существует и работает по сей день.